# Skala twardości Vickersa

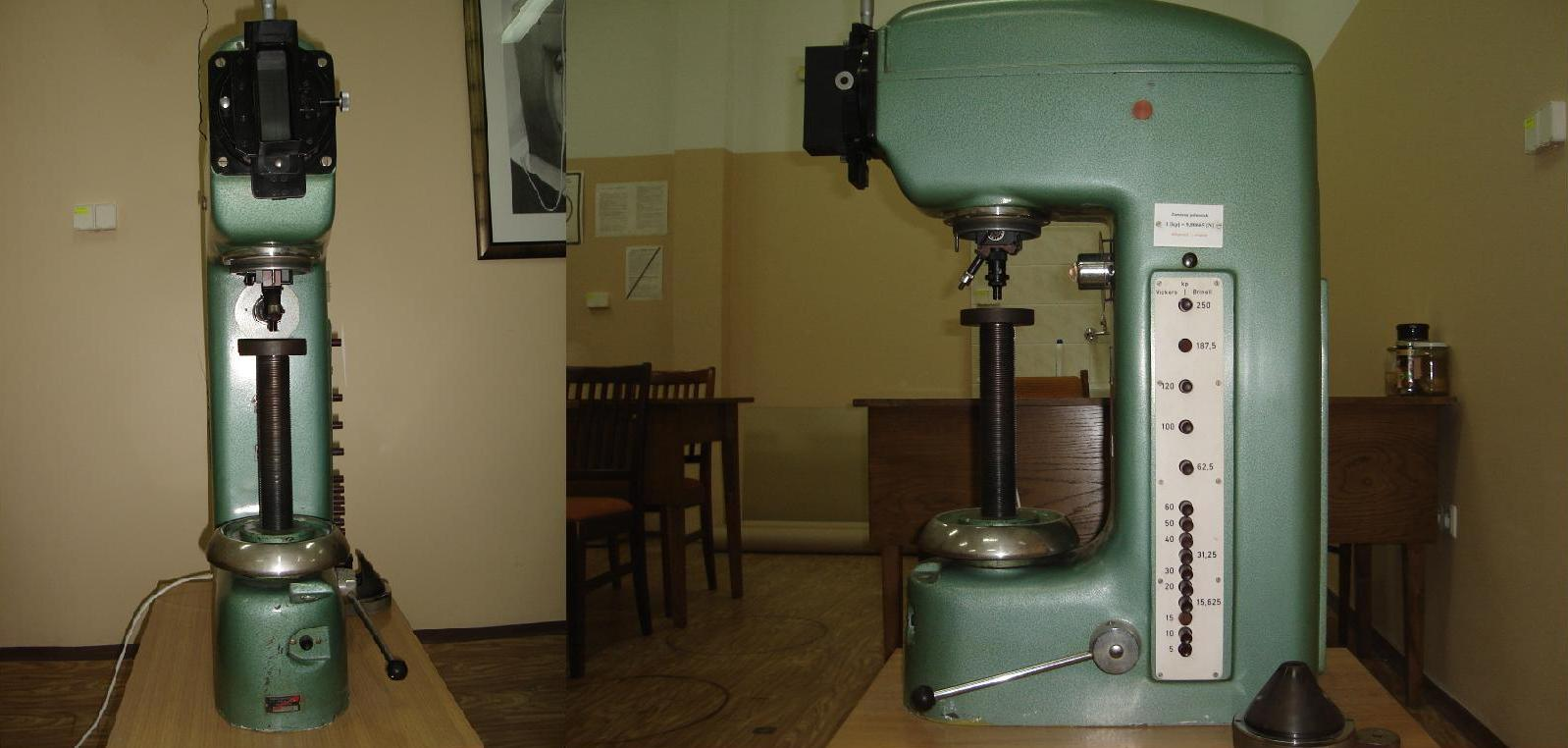
Twardościomierz mierzący w skali Vickersa i Brinella

Skala twardości Vickersa – skala oznaczania twardości metali, węglików spiekanych i ceramiki na podstawie testu dokonanego metodą opracowaną w 1924 r. przez Smitha i Sandlanda w firmie Vickers Ltd. Twardość w skali Vickersa oznacza się HV.

## Pomiar twardości

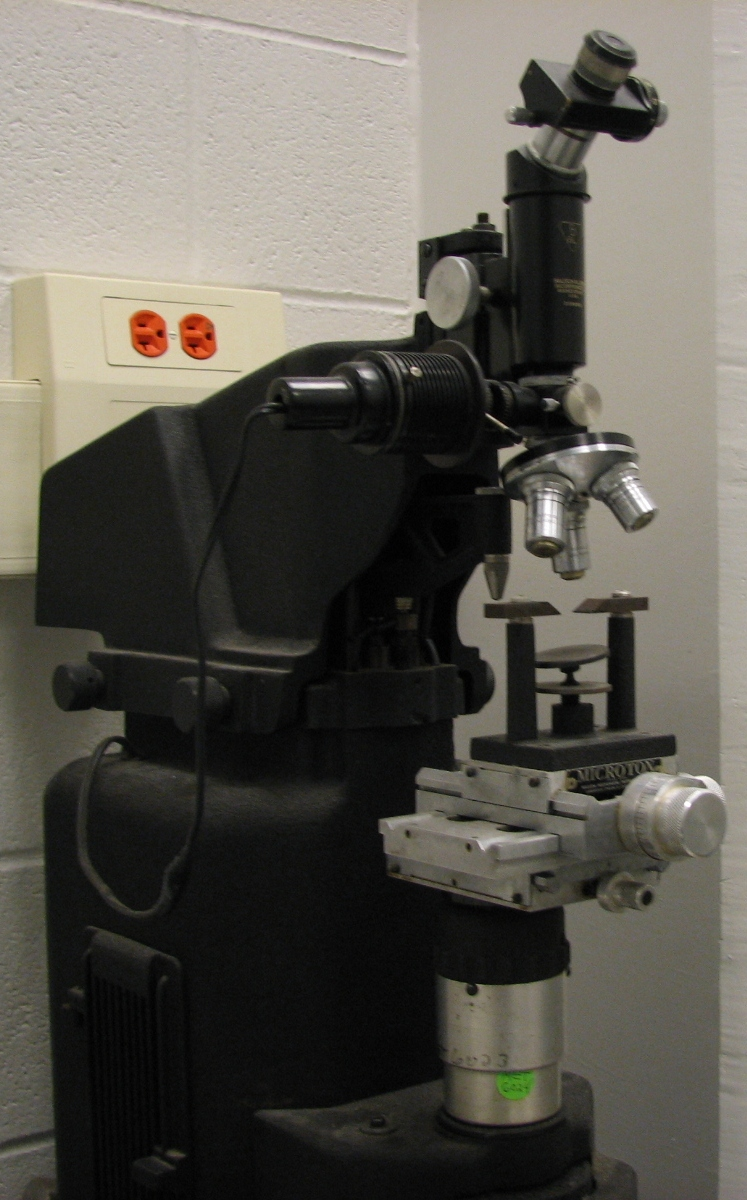
Twardościomierz Vickersa

Schemat testu twardości w skali Vickersa

Pomiar twardości metodą Vickersa polega na wgnieceniu w powierzchnię badanego materiału czworobocznego foremnego ostrosłupa diamentowego o kącie wierzchołkowym 136° pod zadanym statycznym obciążeniem  F  i zmierzeniu przekątnych  d powstałego odcisku w kształcie kwadratu.
Wartość liczbową twardości wyrażaną w skali Vickersa HV otrzymuje się dzieląc siłę  F  w kilogramach siły (kgf) przez pole powierzchni bocznej odcisku  A  w milimetrach kwadratowych:
{\displaystyle {\mbox{HV}}={\frac {F}{\ A}}}
Gdzie:  A  to pole powierzchni odcisku, obliczane ze wzoru: {\displaystyle A={\frac {d^{2}}{2\sin(\alpha /2)}}.}
- d  – przekątna otrzymanego odcisku
- α  – kąt wierzchołkowy ostrosłupa równy 136°

W praktyce należy skorzystać ze wzoru:
{\displaystyle HV={\frac {F}{A}}\approx {\frac {1.8544F}{d^{2}}}}
gdzie  F  wyrażono w kilogramach-siły a  d  w mm.
Lub w układzie SI:
{\displaystyle HV={\frac {F}{A}}\approx {\frac {0.1891F}{d^{2}}}}
gdzie  F  w niutonach a  d  w mm.
Zapis HV 30 oznacza, iż próbę przeprowadzono przy obciążeniu równym 30 kgf. Obciążenia używane przy próbie Vickersa są znormalizowane i wynoszą: 1, 5, 10, 20, 30, 50 i 100 kgf lub odpowiednie obciążenie w N. W zależności od wartości zastosowanego obciążenia rozróżnia się trzy zakresy skali Vickersa:
- Próba mikrotwardości Vickersa – dla obciążeń 0,09807 N < F < 0,9807 N. Oznaczenie HV 0.01 HV – HV 0.1
- Próba twardości Vickersa przy małej sile obciążenia – 1,961 N ⩽ F ⩽ 29,42 N. Oznaczenie HV 0.2 – HV 3
- Próba twardości Vickersa – 49,03 N ⩽ F ⩽ 980,7 N. Oznaczenie HV 5 – HV 100.

Procedurę dokonywania pomiarów metodą Vickersa opisuje Polska Norma PN-EN ISO 6507-1

## Porównanie z innymi metodami obliczeń
Metoda Vickersa łączy w sobie cechy metody Brinella i Rockwella. Używana jest jedna skala, uniwersalna dla wszystkich klas materiałów, tak jak w metodzie Brinella, lecz możliwe jest badanie próbek bardzo cienkich podobnie jak w metodzie Rockwella. W stosunku do metody Rockwella pomiar metodą Vickersa jest bardziej pracochłonny, gdyż wymaga pomiaru przekątnych odcisku za pomocą mikroskopu (jak w metodzie Brinella) i obliczenia twardości. Pomiar metodą Vickersa jest mało inwazyjny i nadaje się do stosowania przy badaniu gotowych wyrobów (głównie pokryć metalicznych związanych z obróbką powierzchniową jak: cyjanowanie, nawęglanie, kaloryzowanie oraz cienkich powierzchni metalicznych – platerowanie). Pomiar metodą Vickersa obdarzony jest także najmniejszą niepewnością pomiarową, jednak odciśnięty ślad jest często niesymetryczny, co jest związane z anizotropowymi właściwościami metali.